# ABDL

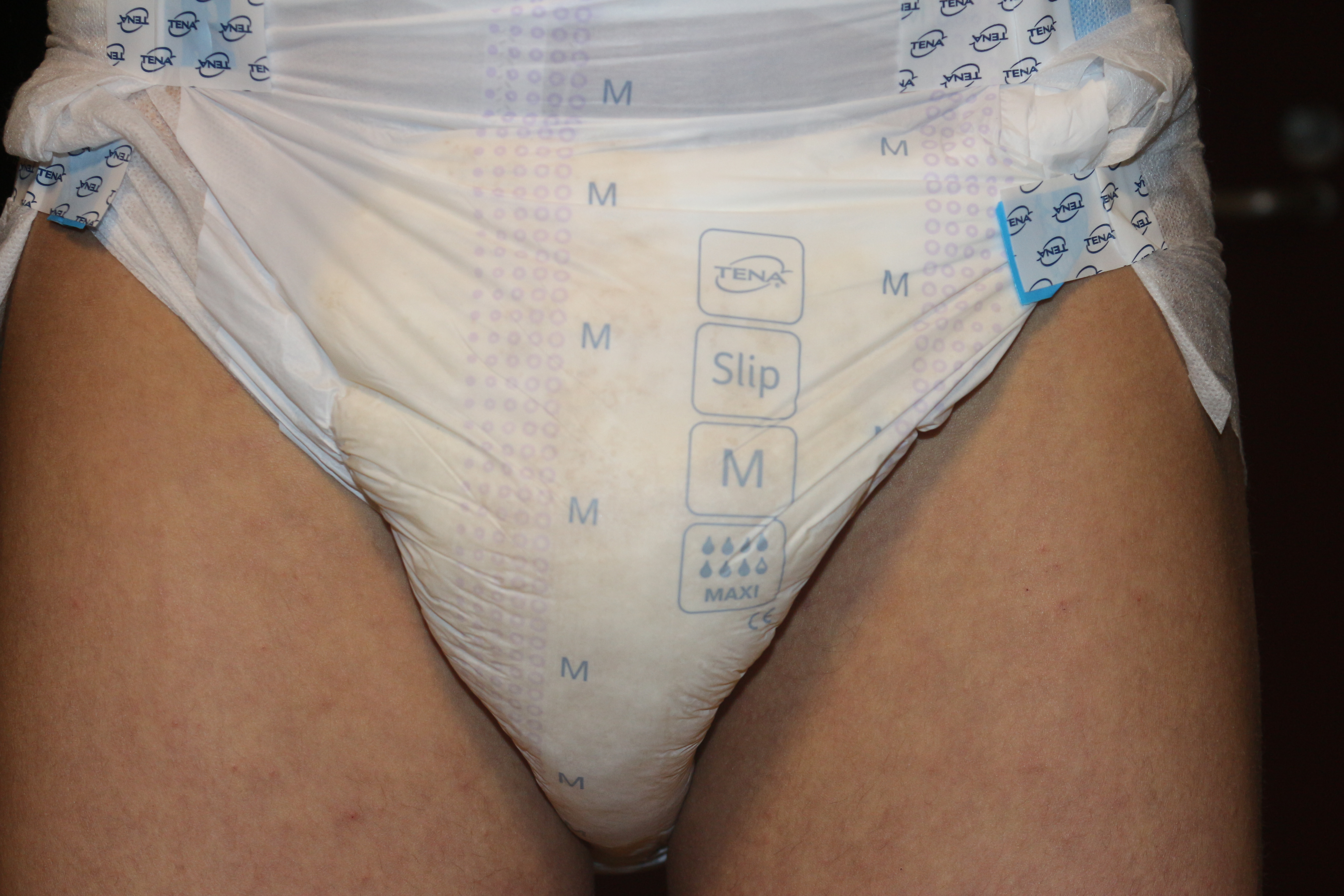
おむつを着用し、おしっこをしたABDL

ABDLは、Adult Baby/Diaper Loverという2つの言葉の総称で、それぞれ大人の赤ちゃん・おむつ愛好家を意味する。似た言葉でTBDL(Teenager Baby/Diaper Lover)という言葉もあるが、これは10代のABDLを指す。世界的にもまだ珍しいものであるが、その数は年々増加傾向にある。ABDLは、おむつを当ててお漏らしまたはおねしょをしたり、おむつを替えてもらったり、赤ちゃんや幼児の格好をしたりすることで愛情を得ている。このコミュニティの人々は赤ちゃんプレイやおむつプレイ、エイジプレイのような性行為を目的としないことが多く、性癖ではない。

## 特徴

### ABDL

#### AB(Adult Baby)

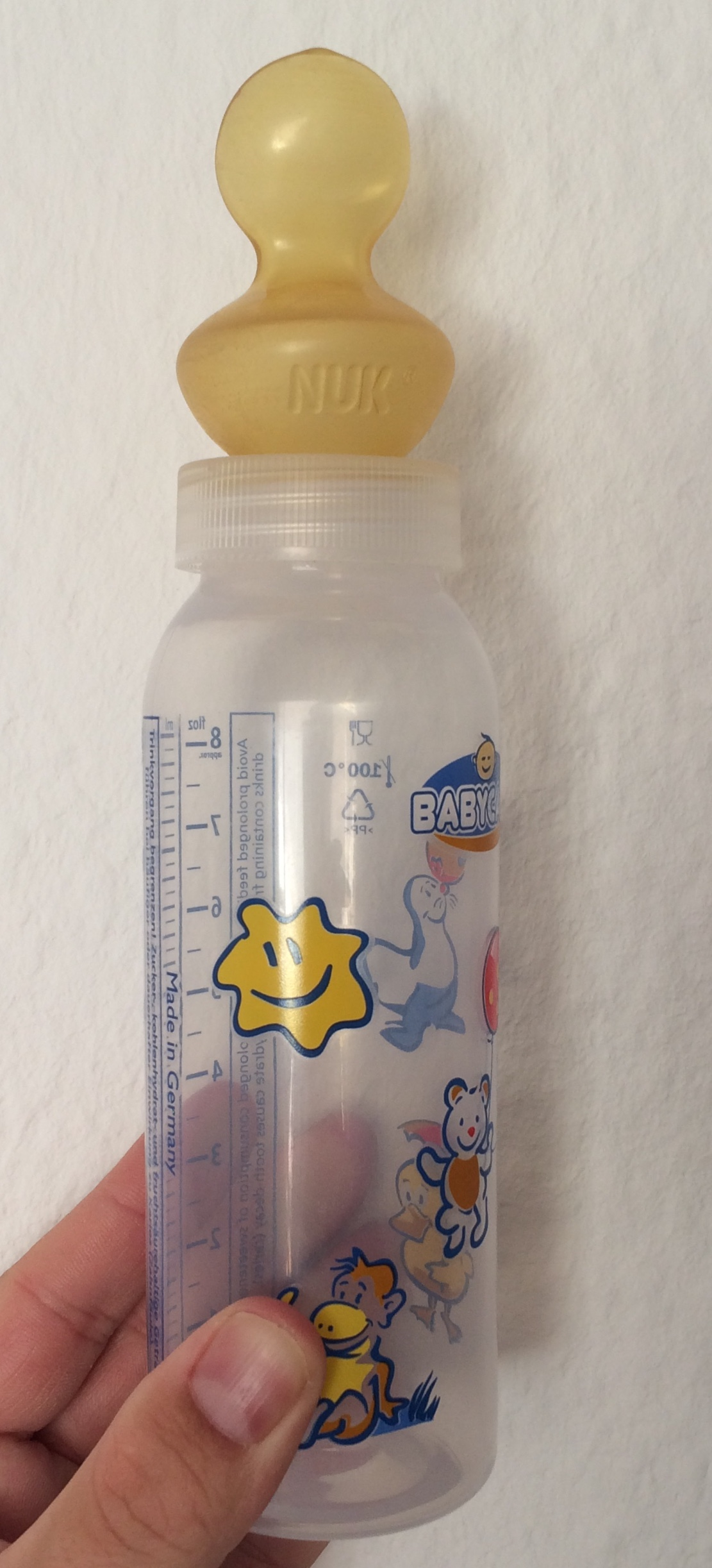
哺乳瓶

赤ちゃん願望のある大人のこと。ロンパース、よだれかけなどの赤ちゃんグッズを身につけて生活をしている。AB単独だけという人は比較的少ない。

#### DL(Diaper Lover)
赤ちゃん願望は無いが、おむつが大好きな人のこと。おむつを穿いたまま排泄する。ABとDLの両方を持っている人もいる。

#### 年齢層

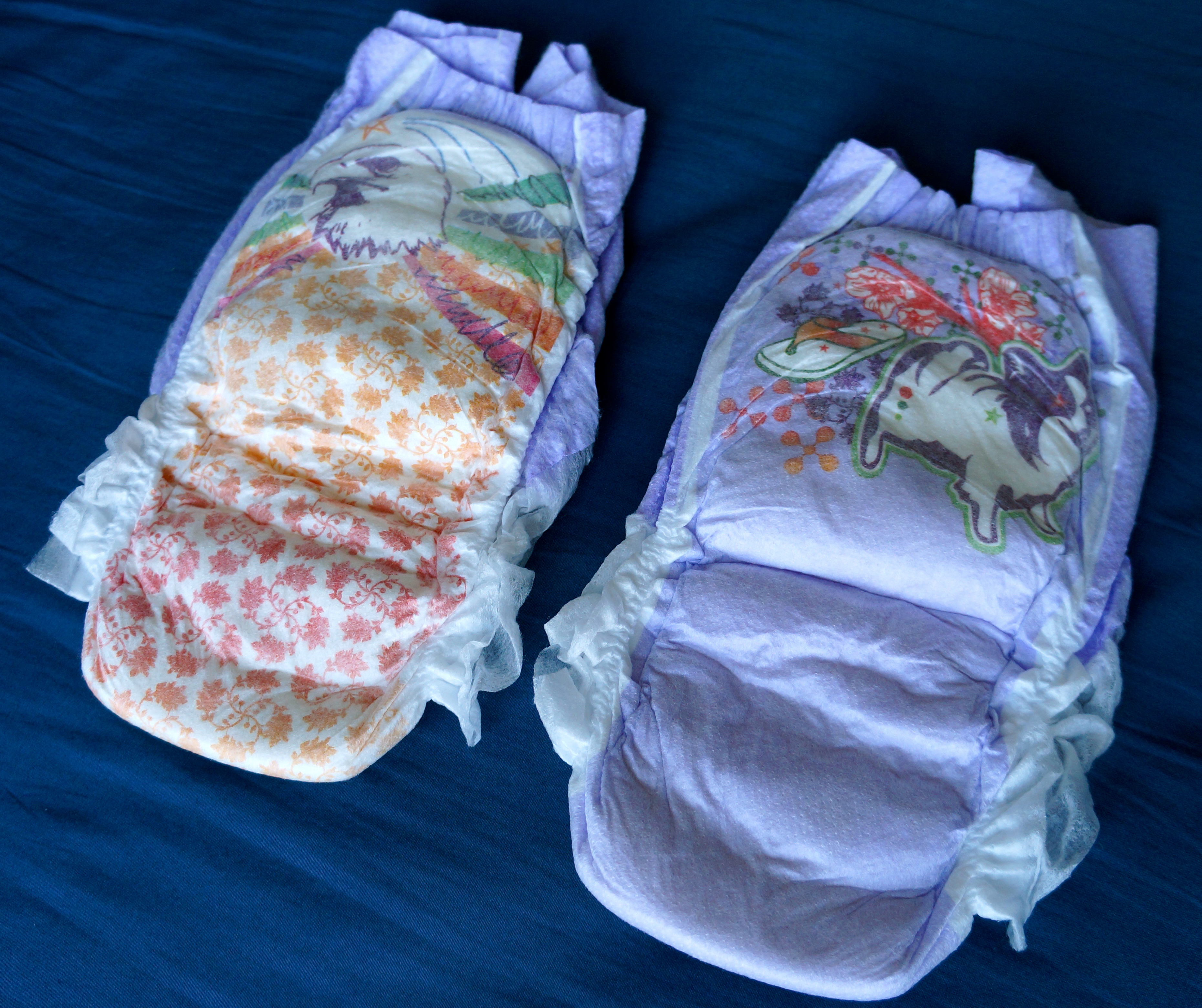
おねしょ用おむつ

主に20代、30代が多く、中には小学生もいる。これらの中には、幼少期に親からの虐待などで愛情を十分に育んでもらえなかった人たちが多く存在する。

#### 情報発信
ABDLは、X(旧:twitter)などのSNSを使って自分自身の情報を発信している。例えば、おむつにおしっこやうんちをした画像やおむつにおしっこやうんちをしている様子を撮影した動画を投稿したり、自分のおむつ姿を投稿したりする。

## おむつ

### 使用するおむつ

#### 乳幼児紙おむつ
ムーニーやメリーズなどの乳幼児向けの紙おむつ。ABDLは、これらをそのまま着用またはギャザーを組み合わせて「拡張おむつ」として使用している。

#### ABDL向け紙おむつ
ABUniverceやLittleForBigなどのABDLを対象としたおむつ。乳幼児紙おむつと同様におしっこサインがついているものもある。

### おしっこサイン
「おむつ#ABDL向けおむつ」を参照

## トイレトレーニング
逆トイレトレーニングをしておむつに自然と排泄できるようになった人の中で、再びパンツを着用し、トイレで排泄をしたいという人は、乳幼児期と同じようにトイレトレーニングをする必要がある。トイレトレーニングは、乳幼児とやり方は同様で、まず普段使用している紙おむつ、トレーニングパンツ(またはパンツにパッドをつけたもの)、できたねシール、トイトレシールシート、おまるを用意する。トイレトレーニングを始めたばかりの頃は、お漏らしの可能性が高いので、普段使用している紙おむつを使用する方が良い。体が慣れてきたらトレーニングパンツに移行する。尿意及び便意が来たらすぐにおまるに座り、排泄する。最初のうちは、おむつまたはトレーニングパンツを着用したまま排泄しても良い。尿意や便意がしっかりわかり、おまるに排泄できるようになったらトイレトレーニングが成功したことになる。

## 日常生活

### アイテム
- 紙おむつまたは布おむつ
- ロンパース
- よだれかけ
- 哺乳瓶
- おむつカバー
- 防水シーツ
- 離乳食
- おしゃぶり
- おもちゃ
- 絵本
- ベビーパウダー
- おしりふき
- おむつ交換台
- トレーニングパンツ
- おまる
- 補助便座
- ぬいぐるみ

### おむつ替え
ABDLはおむつを着用した状態で排泄する。おむつに排泄すると、おしりや性器が汚れるためおむつを替える必要がある。おむつ替えは、赤ちゃんと同様にまず、おむつのサイドを破り、次におしりや性器をおしりふきで拭き、最後に新しいおむつを着用する。

## 専門店
日本ではまだ少ないが、アメリカ合衆国などではABDLの商品を扱う専門店が多く存在する。
- ABUniverse Japan[4]
- littleforbigjp[5]
- Omutopia[6]